# Manfred Binz
Manfred Binz (Frankfurt am Main, 1965. szeptember 22. –) Európa-bajnoki ezüstérmes német labdarúgó, hátvéd, edző. Jelenleg az FC Germania 1911 Enkheim vezetőedzője.

## Pályafutása

### Klubcsapatban
A VfR Bockenheim csapatában kezdte a labdarúgást, majd az Eintracht Frankfurt korosztályos együttesében folytatta. 1985. március 2-án mutatkozott be az élvonalban.Tagja volt az 1988-as nyugatnémet kupa-győztes csapatnak, amely a Nyugat-Berlinben 1–0-ra győzte le a VfL Bochum csapatát Détári Lajos szabadrúgásgóljával. 1996-ig 336 bajnoki mérkőzésen szerepelt és 26 gólt szerzett.
1996 és 1998 között az olasz Brescia Calcio játékosa volt. 1998–99-ben a Borussia Dortmund csapatában szerepelt. Itt játszotta utolsó élvonalbeli mérkőzését 1998. augusztus 14-én. A Bundesligában összesen 349 mérkőzésen lépett pályára és 26 gólt szerzett.
1999 és 2002 között a Kickers Offenbach, 2002–03-ban az Eintracht Frankfurt második csapatában szerepelt. 2003-ban a KSV Klein-Karben együttesében játszott és vonult vissza az aktív labdarúgástól.

### A válogatottban
1987 és 1990 között kilenc alkalommal játszott az NSZK U21-es csapatában. 1990 és 1992 között 14 alkalommal szerepelt a német válogatottban. Tagja volt az 1992-es Európa-bajnoki ezüstérmes csapatnak Svédországban.

### Edzőként
2004-ben a Kickers Offenbach edzője. 2010 óta az FC Germania 1911 Enkheim vezetőedzőjeként tevékenykedik.

## Sikerei, díjai
Németország
- Európa-bajnokság
  - ezüstérmes: 1992, Svédország

 Eintracht Frankfurt
- Nyugatnémet kupa (DFB-Pokal)
  - győztes: 1988